# Deskati
Deskati (græsk: Δεσκάτη) er en bjergrig kommune i den regionale enhed Grevena. Den nuværende kommune Deskati blev dannet i 2011 ved sammenlægningen af den tidligere kommune Deskati og Chasia kommune. De vigtigste økonomiske aktiviteter i Deskati er landbrug og dyrehold.

## Administrativ opdeling
Kommunen Deskati blev dannet ved kommunalreformen i 2011 ved sammenlægning af følgende 2 tidligere kommuner, der blev til kommunale enheder (landsbyer i parentes):
- Chasia (Karpero, Katakali, Trikokkia )
- Deskati (Deskati, Dasochori, Paliouria, Panagia, Paraskevi)

Deskati består af 4 bebyggelser: Agios Georgios, Deskati, Diasellaki og Gilofos.

## Geografi
Deskati ligger på de sydlige skråninger af Kamvounia-bjerget.  Det er omgivet af bjerge dækket af graner, fyrretræer og egetræer. Den højeste top nær Deskati er Vounasia (1.615 moh.). Deskati dækker et areal på 126.387 km2, den kommunale enhed 268.946 km2 og kommunen 431.638 km2.

## Økonomi
De vigtigste erhverv i Deskati er landbrug, hovedsageligt hvede og tobak, og husdyrhold.  Deskati har 61.790 dekar agerjord, 24.363 får og geder og omkring 1.000 stykker kvæg. Der er også små industrier beskæftiget med metalarbejde, marmorforarbejdning, træbearbejdning og byggematerialer.

## Populære begivenheder
Deskati er berømt for sin Andromana, en begivenhed, der finder sted i slutningen af foråret, hvor mænd står på hinandens skuldre for at skabe en stor struktur med deres kroppe. Det er en begivenhed der ligner Castells i Catalonien i Spanien.